# Czak-czak (ciasto)
Czak-czak (ros. чак-чак, kaz. шәк-шәк, baszk. Сәк-сәк, tatar. чәкчәк, чәк-чәк, çäkçäk, çäk-çäk) – tradycjonalny deser tatarski, kawałeczki ciasta usmażone na głębokim tłuszczu i sklejone miodem, czasem z dodatkiem bakalii. Narodowa słodka potrawa w Tatarstanie, Baszkortostanie, popularna również w Azji Środkowej (w Kirgistanie, Uzbekistanie, Kazachstanie i Tadżykistanie), w Karaczajo-Czerkiesji, a także wśród polskich Tatarów z Podlasia.
Według legend, Tatarzy sztukę przygotowywania czak-czaka przejęli od Bułgarów (nadwołżańskich). Legenda mówi, że pewnego dnia bułgarski chan postanowił ożenić jedynego syna i szukał nowej potrawy na wesele, która będzie prosta do przygotowania, pożywna, nie będzie się szybko psuła i będzie ją można nie tylko podać gościom przy weselnym stole, ale także wysłać jako prezent do odległych krajów. Warunki te spełnił czak-czak z mąki, jajek, miodu przygotowany przez żonę jednego z pasterzy. 
Nazwę „czak-czak” można przetłumaczyć jako „tylko trochę”.

## Tradycja
Czak-czak jest ulubionym wschodnim ciastem w kuchni ludów tureckich – Tatarstanie, Baszkirii, Kazachstanu, Kirgistanu, Uzbekistanu. Tradycyjny czak-czak był przygotowywany w szczególny sposób. Najpierw niezamężne dziewczyny wyrabiały i kroiły ciasto, które smażyły małżeństwa. Starsi przygotowywali syrop z miodem i nadawali kształt ciastu. Mogło ono być okrągłe, płaskie lub mieć inne kształty. U Tatarów czak-czak jest tradycyjnym ciastem przygotowanym przez matkę panny młodej na wesele, jego kawałek można otrzymać tylko pod warunkiem, że gość przyniesie jakąś potrawę na weselny stół. Im będzie ona smaczniejsza, tym większy otrzyma kawałek. Według tradycji im więcej zjesz weselnego czak-czaka, tym słodsze i dłuższe będziesz miał życie. Tradycyjne weselne ciasto  może być przygotowane nawet z 400 żółtek. Czak-czak może być przechowywany przez około trzy tygodnie. Je się go rękoma, czasem jest krojony na małe kawałki, jeśli jest duży.

## Przygotowanie
Z jajek, mąki i soli przygotowuje się ciasto. Po rozwałkowaniu i podzieleniu na części robi się z niego paski lub kulki, które smaży się w głębokim tłuszczu. Z miodu i cukru przygotowuje się syrop, który wraz z bakaliami dodaje się do usmażonych ciasteczek. W zależności od formy ciasto może mieć różne kształty.

## Muzeum

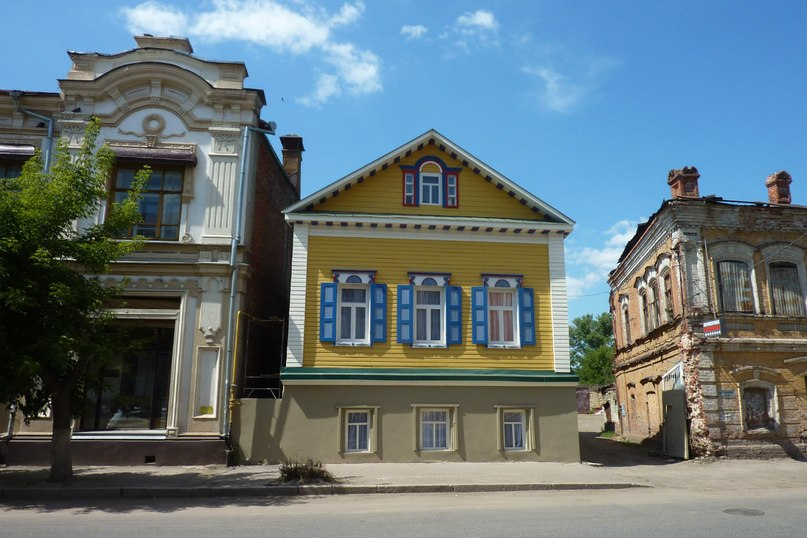
Muzeum Czak-czaka w Kazaniu

W 2014 roku w stolicy Tatarstanu, Kazaniu otwarto muzeum poświęcone czak-czakowi (ros. Музей чак-чака). Znajdujące się w nim eksponaty (m.in. tradycyjne naczynia) przedstawiają historię potrawy, jak również innych tatarskich deserów, a także tatarskie stroje narodowe, które każdy odwiedzający może przymierzyć. Zwiedzanie muzeum jest płatne. Bilet wstępu kosztuje, w zależności od wybranego pakietu, od 300 do 800 rubli.